# Walliser Schwarzhalsziege

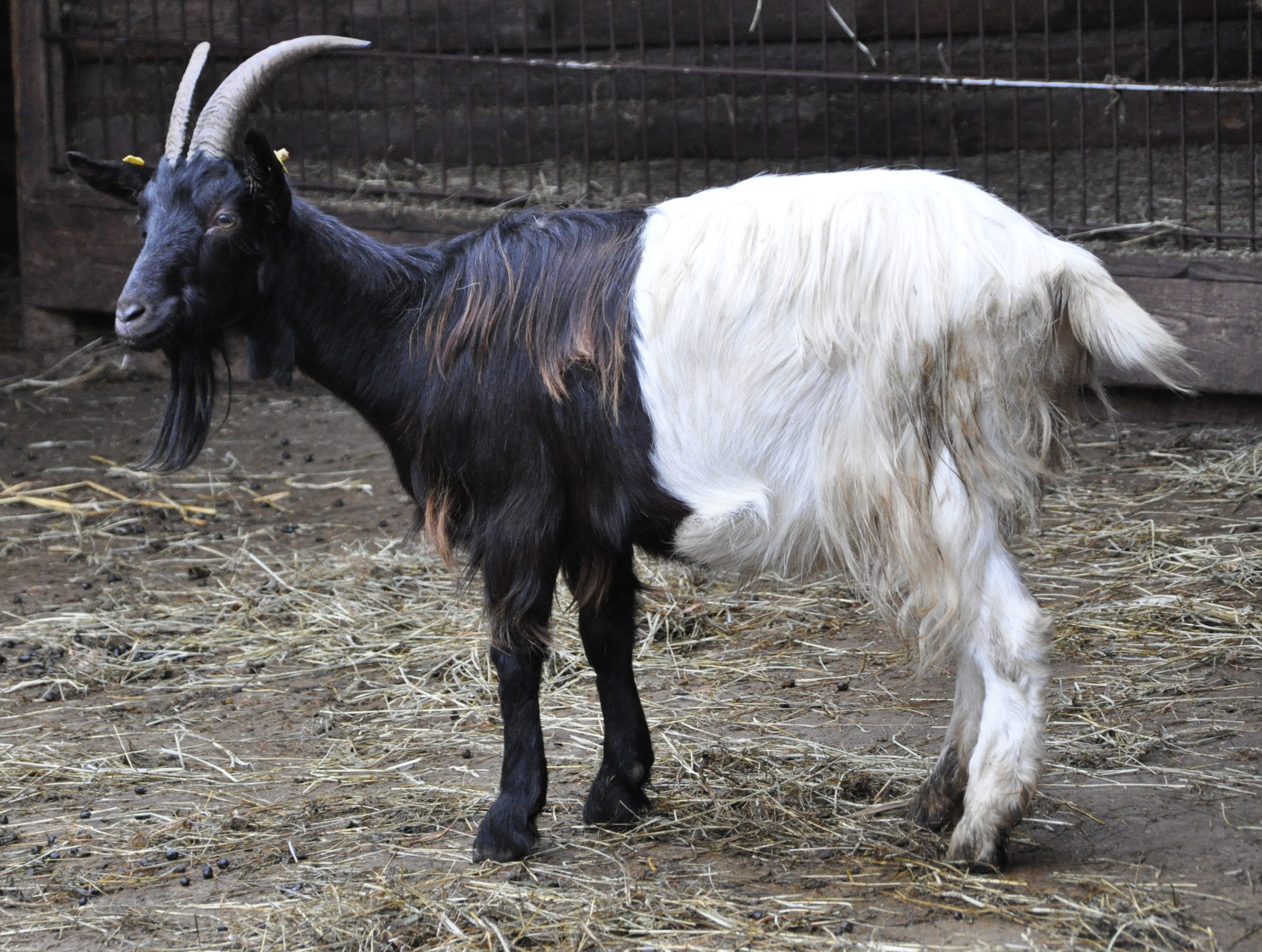
Walliser Schwarzhalsziege

Die Walliser Schwarzhalsziege, Vallesana-Ziege (Ital.), auch Sattelziege, Gletschergeiß, Vispertalerziege oder Halsene genannt, gilt als eine der ältesten Hausziegenrassen der Welt. Sie wird vor allem im Kanton Wallis in der Schweiz und dem angrenzenden Piemont gehalten und gilt als Hochgebirgsrasse.

## Erscheinungsmerkmale

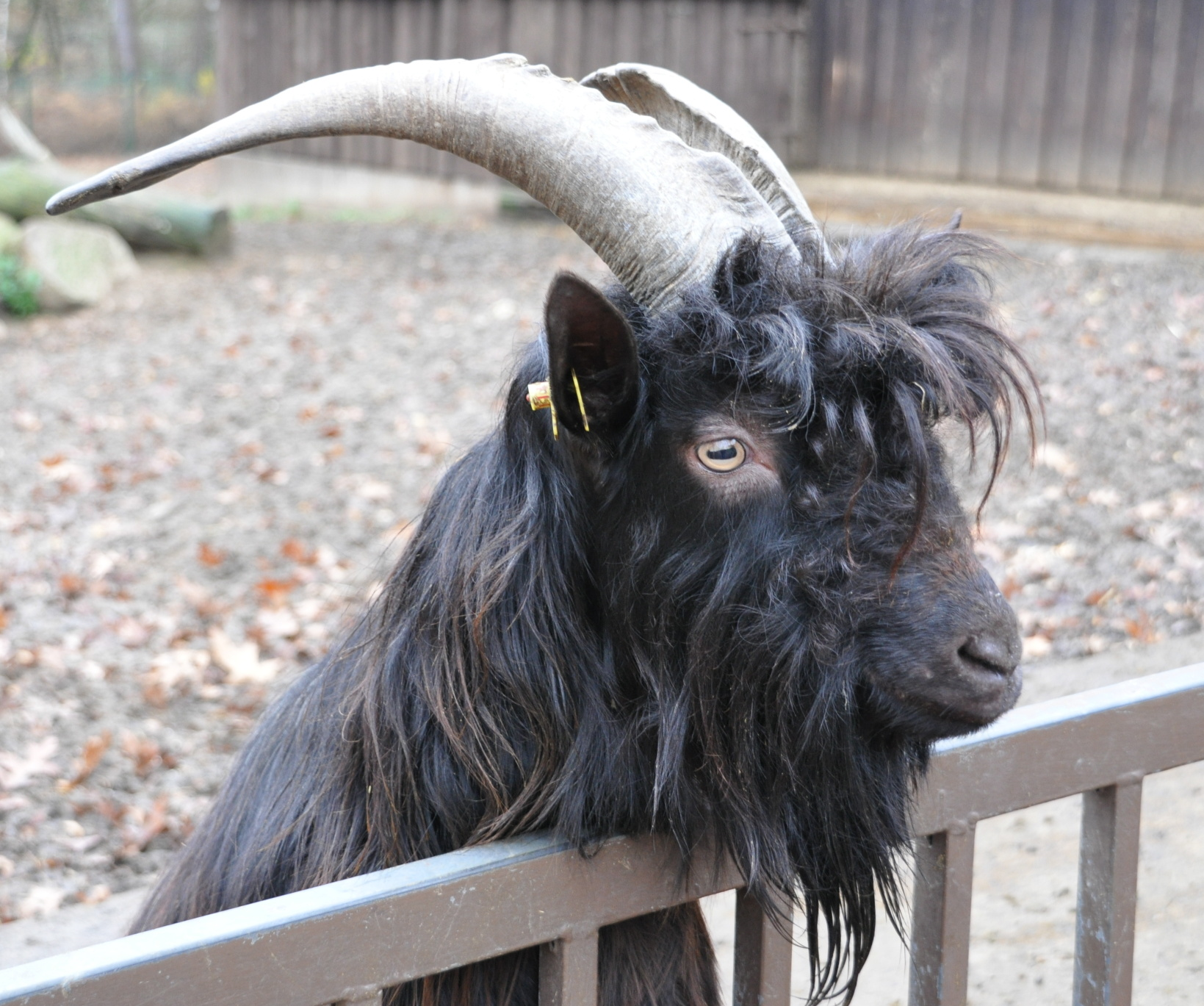
Porträt

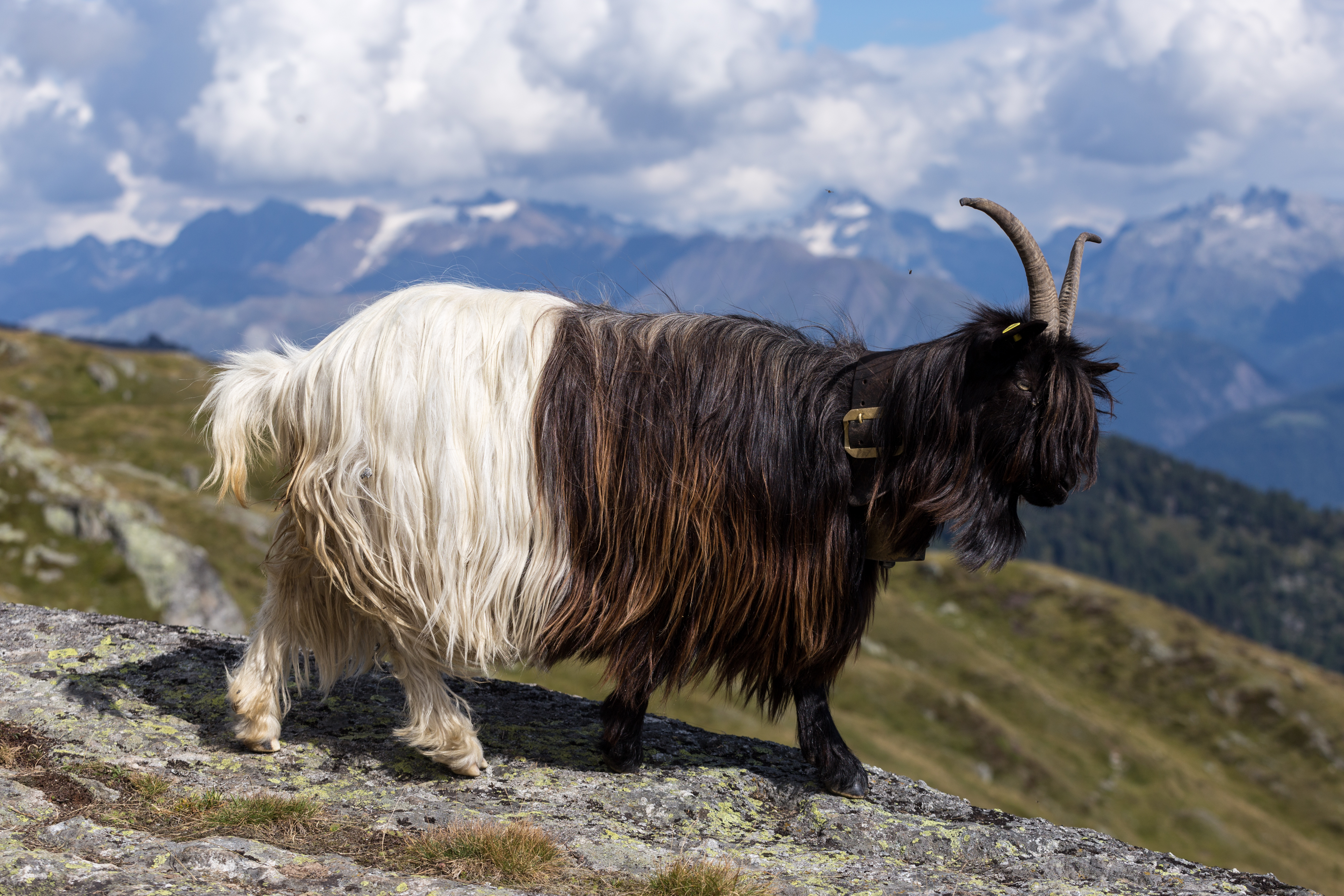
Walliser Schwarzhalsziege, Belalp VS

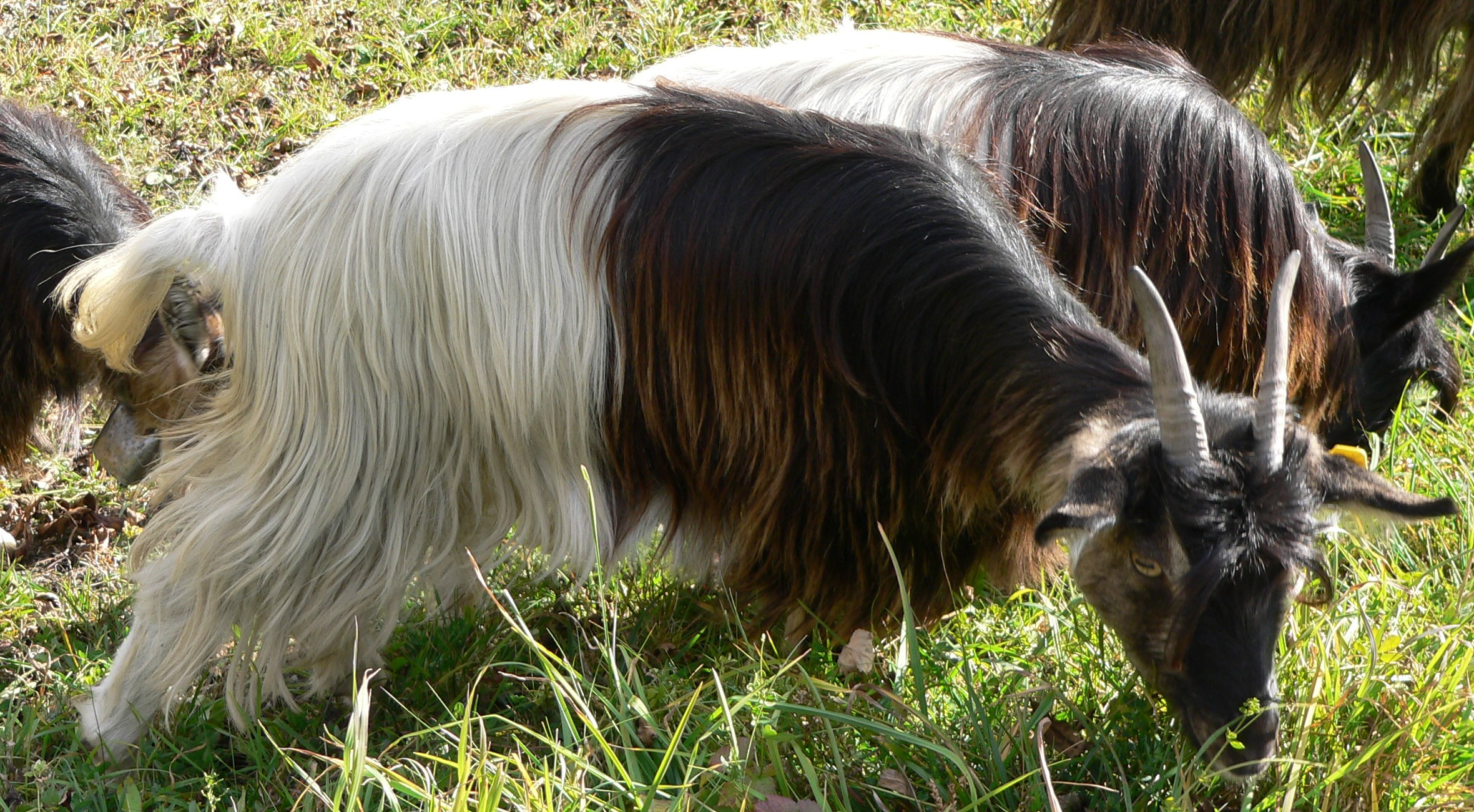
Walliser Schwarzhalsziege beim Grasen

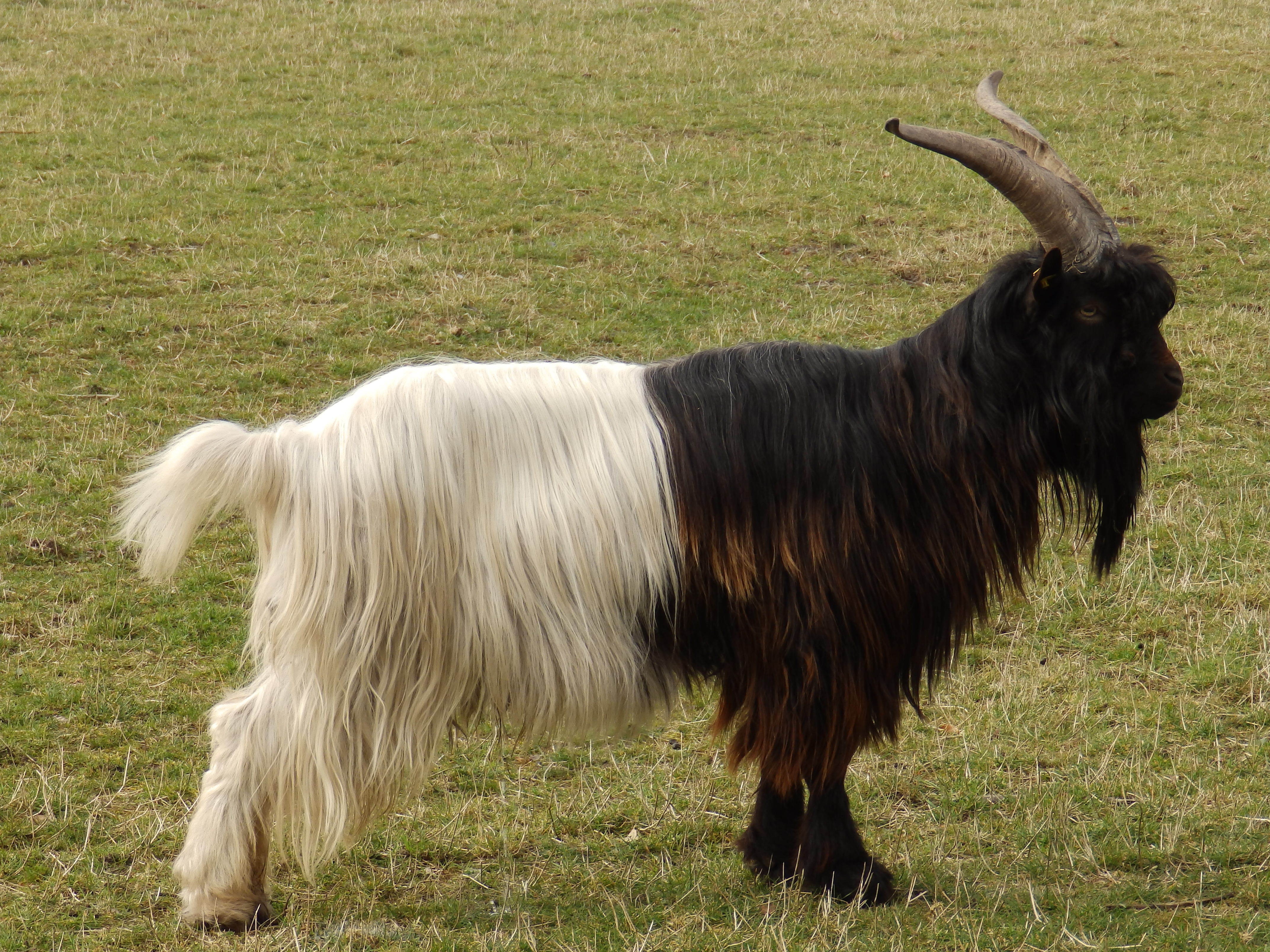
Walliser Schwarzhalsziege auf Wiese in Niedersachsen

Die Walliser Schwarzhalsziege kennzeichnet sich vor allem dadurch, dass die vordere Körperhälfte schwarz und die hintere weiß behaart ist. Das Fell ist grundsätzlich langhaarig. Der Kopf ist verhältnismäßig kurz und die Ohren leicht abstehend. Auch die weiblichen Tiere besitzen eine Stirnlocke, wie sie bei vielen anderen Ziegenrassen nur bei männlichen Tieren vorkommen. Beide Geschlechter tragen Hörner; die Hörner der Böcke können bis zu 80 Zentimeter lang sein.
Böcke erreichen eine Widerristhöhe von 75 bis 85 Zentimeter und wiegen dann 65 bis 70 Kilogramm. Geißen sind etwas kleiner und erreichen eine Widerristhöhe von 70 bis 80 Zentimeter und wiegen 45 bis 50 Kilogramm.
Walliser Schwarzhalsziegen gelten als sehr leistungsfähige Mastrasse. Ihre jährliche Milchmenge beträgt 600 Kilogramm. Sie enthält 3,1 Prozent Fett und 3,0 Prozent Eiweiß. Im Durchschnitt werden pro Geiß jährlich 1,7 Zicklein geboren. Sie zählen mit diesem Leistungsprofil zu den Zweinutzungsrassen, wie sie für traditionelle Landwirtschaft typisch sind.

## Verbreitung
Die Walliser Schwarzhalsziege ist immer noch eine regionale Rasse. Sie wird vor allem im Oberwallis gehalten und dort vor allem rund um das Vispertal, Zermatt und Saas-Fee. In Italien gilt sie als (eine der 12, nach Reg. Ce 1698/2005) bedrohten Gebirgsziegenrassen.

## Zuchtgeschichte

Walliser Schwarzhalsziege in einem Stall

Obwohl die Walliserziege mit ihrem zotteligen Fell und den beeindruckenden Hörnern nicht dem Zuchtziel entsprach, war sie Ende des 19. Jahrhunderts sehr beliebt. Die Gletschergeiß, wie diese Ziege auch genannt wird, ist sehr robust und anspruchslos.
In den 1970er Jahren war der Fortbestand der Rasse stark gefährdet. Der Bestand in der Schweiz betrug nur noch 440 reinrassige Tiere. Nachdem sich eine Reihe von Privatpersonen und Vereinen für den Erhalt dieser Rasse engagierten, lag der Bestand 1999 wieder bei 274 Böcken und 1297 Herdebuchgeißen. Ihr Anteil unter dem Schweizer Gesamtbestand an Ziegen betrug damit 11,6 Prozent.

## Kupferhalsziege
Kupferhalsziege ist die im Jahr 2007 von der Stiftung ProSpecieRara eingeführte, in der Fachliteratur aber bisher nicht etablierte Bezeichnung für eine seltene Merkmalsvariante der Walliser Schwarzhalsziege.

## Einzelnachweis
1. ↑  Angabe nach Luigi Andrea Brambilla, Laura Milone: Lokal gezüchtete italienische Gebirgsziegen: die Bionda dell’Adamello. In l’Eco delle Dolomiti No. 5 (online, ecodelledolomiti.net).